# River Inny (Leinster)
Der River Inny (irisch Abhainn na hUíne) ist ein Fluss im County Cavan und County Longford in der Republik Irland. Er entspringt nahe Oldcastle im County Meath, fließt vom Lough Sheelin in südlicher Richtung zum Lough Derravaragh und von dort Richtung Westen zum Shannon, den er beim Lough Ree erreicht.
Der River Inny ist wegen seiner Stromschnellen und natürlichen Hindernissen ein beliebtes Revier für Kanufahren in Irland.
Die größte Stadt an seinen Ufern ist Ballymahon im County Longford.

## Weblinks

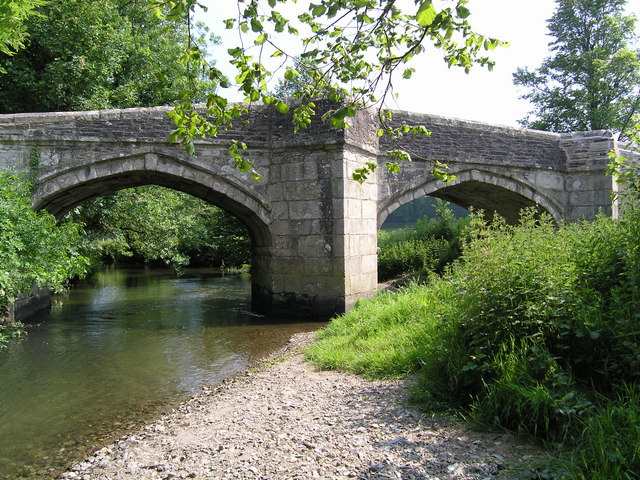
Trekelland Bridge über den River Inny